# П'єр Літтбарскі
П'єр Міхаель Літтба́рскі (нім. Pierre Michael Littbarski, нар. 16 квітня 1960, Західний Берлін) — колишній німецький футболіст, чемпіон світу (1990); грав на позиції півзахисника. По завершенні ігрової кар'єри — футбольний тренер.
Як гравець насамперед відомий виступами за «Кельн», в якому провів більшу частину своєї ігрової кар'єри, а також національну збірну Німеччини, у складі якої став чемпіоном світу.

## Клубна кар'єра
Народився 16 квітня 1960 року в Західному Берліні. Вихованець футбольної школи «Кельна». Літтбарскі мав з народження невеликий дефект ніг. Але завдяки працездатності та віддачі, а також вмінню тренера Хеннеса Вайсвайлера знаходити таланти, зміг стати великим футболістом. У 18 років П'єр вперше одягнув футболку основної команди «Кельна», і багато фахівців помітили, що при характерному дефекті ніг Літтбарські має відмінну швидкість та хороший удар з лівої ноги. Всього а основній команді «Кельна» П'єр провів вісім сезонів, взявши участь у 243 матчах чемпіонату. Більшість часу, проведеного у складі «Кельна», був основним гравцем команди і одним з головних бомбардирів команди, маючи середню результативність на рівні 0,37 голу за гру першості.
1986 року Літтбарські перебрався в Париж, щоб стати гравцем місцевого «Расинга», але через рік знову повернувся в «Кельн». Майже всі тренери світу відзначали разючу працездатність гравця, але ніхто не поспішав підписувати з ним контракт. Всього Літтбарскі зіграв 406 матчів у німецькій Бундеслізі та забив 116 голів, що для гравця його амплуа є чудовим результатом.
1993 року Літтбарскі пішов з «Кельна» та перейшов у японську Джей-Лігу, де вже грали ряд великих гравців, таких як Зіко, Гарі Лінекер та інші. Сам же П'єр протягом 1993—1995 років захищав кольори «ДЖЕФ Юнайтед Ітіхара Тіба».
Завершив професійну ігрову кар'єру у клубі «Вегалта Сендай», що виступав у другому за рівнем дивізіоні Японії. Літтбарскі виступав з клуб протягом 1996—1997 років, після чого завершив кар'єру у віці 37 років.

## Виступи за збірну
1981 року дебютував в офіційних матчах у складі національної збірної Німеччини. Протягом кар'єри у національній команді, яка тривала 10 років, провів у формі головної команди країни 73 матчі, забивши 18 голів.
Літтбарскі взяв участь у трьох чемпіонатах світу (1982 року в Іспанії, де разом з командою здобув «срібло», 1986 року у Мексиці, де знову став срібним призером, та 1990 року в Італії, здобувши того року титул чемпіона світу), а також двох чемпіонатах Європи (1984 року у Франції та 1988 року у ФРН).

## Кар'єра тренера
Розпочав тренерську кар'єру невдовзі по завершенні кар'єри гравця, 1999 року, очоливши тренерський штаб японського клубу «Йокогама».
2001 року повернувся на батьківщину, ставши асистентом тренера у клубі «Баєр 04», але в тому ж році покинув команду, ставши головним тренером «Дуйсбурга».
2003 року Літтбарскі знову відправився в Азію, де знову став тренувати «Йокогаму», після чого був головним тренером австралійського «Сіднея», японської «Авіспи Фукуока» та іранської «Сайпи».
З 2008 до 2010 року очолював «Вадуц», з яким виграв за цей час два Кубка Ліхтенштейну.
9 червня 2010 року підписав дворічний контракт з клубом «Вольфсбург» як асистент головного тренера. 7 лютого 2011 року призначений виконуючим обов'язки головного тренера «Вольфсбурга» замість Стіва Макларена, проте на посаді пропрацював лише до 18 березня, поки новим головним тренером не було призначено Фелікса Магата, а Літтбарскі став працювати в нього асистентом.

## Статистика

### Клубна
| Чемпіонат | Чемпіонат                   | Чемпіонат  | Ліга | Ліга |
| Сезон     | Клуб                        | Ліга       | Ігри | Голи |
| Німеччина | Німеччина                   | Німеччина  | Ліга | Ліга |
| --------- | --------------------------- | ---------- | ---- | ---- |
| 1978/79   | «Кельн»                     | Бундесліга | 16   | 4    |
| 1979/80   | «Кельн»                     | Бундесліга | 34   | 7    |
| 1980/81   | «Кельн»                     | Бундесліга | 32   | 6    |
| 1981/82   | «Кельн»                     | Бундесліга | 33   | 15   |
| 1982/83   | «Кельн»                     | Бундесліга | 34   | 16   |
| 1983/84   | «Кельн»                     | Бундесліга | 33   | 17   |
| 1984/85   | «Кельн»                     | Бундесліга | 28   | 16   |
| 1985/86   | «Кельн»                     | Бундесліга | 24   | 8    |
| Франція   | Франція                     | Франція    | Ліга | Ліга |
| 1986/87   | «Расінг» (Париж)            | Дивізіон 1 | 32   | 4    |
| 1987/88   | «Расінг» (Париж)            | Дивізіон 1 | 2    | 0    |
| Німеччина | Німеччина                   | Німеччина  | Ліга | Ліга |
| 1987/88   | «Кельн»                     | Бундесліга | 31   | 8    |
| 1988/89   | «Кельн»                     | Бундесліга | 30   | 5    |
| 1989/90   | «Кельн»                     | Бундесліга | 34   | 8    |
| 1990/91   | «Кельн»                     | Бундесліга | 15   | 2    |
| 1991/92   | «Кельн»                     | Бундесліга | 36   | 1    |
| 1992/93   | «Кельн»                     | Бундесліга | 26   | 3    |
| Японія    | Японія                      | Японія     | Ліга | Ліга |
| 1993      | «ДЖЕФ Юнайтед Ітіхара Тіба» | Джей-Ліга  | 35   | 9    |
| 1994      | «ДЖЕФ Юнайтед Ітіхара Тіба» | Джей-Ліга  | 28   | 1    |
| 1996      | «Вегалта Сендай»            | ЯФЛ        | 27   | 5    |
| 1997      | «Вегалта Сендай»            | ЯФЛ        | 2    | 0    |
| Країна    | Німеччина                   | Німеччина  | 406  | 116  |
| Країна    | Франція                     | Франція    | 34   | 4    |
| Країна    | Японія                      | Японія     | 92   | 15   |
| Всього    | Всього                      | Всього     | 532  | 135  |

### Збірна
| Збірна Німеччини | Збірна Німеччини | Збірна Німеччини |
| Роки             | Ігри             | Голи             |
| ---------------- | ---------------- | ---------------- |
| 1981             | 2                | 3                |
| 1982             | 15               | 5                |
| 1983             | 8                | 0                |
| 1984             | 3                | 0                |
| 1985             | 10               | 4                |
| 1986             | 7                | 0                |
| 1987             | 6                | 3                |
| 1988             | 8                | 0                |
| 1989             | 4                | 2                |
| 1990             | 10               | 1                |
| Всього           | 73               | 18               |

## Титули і досягнення

### Як гравця
- Володар Кубка Німеччини:

«Кельн»: 1983
- Чемпіон світу (1):

ФРН: 1990
- Віце-чемпіон світу: 1982, 1986

### Як тренера
- Переможець Ліги чемпіонів ОФК

«Сідней»: 2005
- Переможець плей-оф чемпіонату Австралії

«Сідней»: 2006
- Володар Кубка Ліхтенштейну (2):

«Вадуц»: 2009, 2010